# نادي إغناتيا
نادي إغناتيا هو نادي كرة قدم في ألبانيا تأسس في 15 سبتمبر 1934. يلعب في دوري السوبر الألباني.